# 小行星23213
小行星23213（23213 Ameliachang）是一颗绕太阳运转的小行星，为主小行星带小行星。该小行星于2000年10月20日发现。

## 轨道参数
小行星23213的轨道半长轴为415 417 059 km，2.7768520 UA，离心率为0.102。